# DEADLY DRIVE
『DEADLY DRIVE』（デッドリイ・ドライブ）は1977年5月25日に発売された伊藤銀次通算1作目のスタジオ・アルバム。

## 解説
1975年6月15日をもってシュガー・ベイブを抜けた伊藤銀次は、7月からりりィのバック・バンドである“バイバイ・セッション・バンド”に土屋昌巳の後任で参加した。バイバイ・セッション・バンドは1976年1月のメンバー・チェンジでキーボードは茂木由多加から坂本龍一、ドラムは平野肇から上原裕にそれぞれ交代。その直後に始まった大滝詠一、山下達郎とのオムニバス・アルバム『NIAGARA TRIANGLE Vol.1』のレコーディングは、このときのメンバーを中心にツアーの合間を縫って行われた。
その後バイバイ・セッション・バンドは1976年7月、更にメンバー・チェンジがあり、ベースは吉田健から田中章弘、キーボードが坂本から緒方泰男に代わった。その時に斉藤ノブが音頭をとって、せっかくこれだけ良い音が出ているから、このバンドでレコードを作ったりしようという話になった。伊藤によれば「ちょうど、ワーナー・パイオニアの知久（悟司）さんが『銀次、レコーディングしないか』という話を持ってきて、それでバンドごとワーナーに行ってしまおうという話をしていたんです。“マジック・バッグ”っていう名前が付いていたんです。斉藤ノブと僕がバンド・リーダーみたいな感じですね。みんなが非常にいろんな音楽性を持っているからね、すごい強力なバンドになるんじゃないかってことで、そしたらこのレコーディングの後にまた上原裕が抜けるんです。それでマジック・バッグは消滅してしまうんです。また幻のバンドです。それで結局、ワーナーのアサイラム・レーベルには銀次だけが行くんです。それでその時には一気に僕と斉藤ノブはバイバイ・セッション・バンドを辞めるんです」という。
当初はバンドで発表する予定だった本作『DEADLY DRIVE』は、伊藤の完全なソロ・アルバムとして発表されることになったが、この時期を後に伊藤は「僕はあの頃はザ・クルセイダーズとかボブ・ジェームス、マイケル・フランクスなんかを聴いていましたね。ちょうど端境期みたいなところで、音楽に非常にテクノロジーが要求されていた時代でしょ。だから、これまで我流でやってきた銀次は見事に壁にぶち当たるんです、ガーンと。その時期にアルバムを作ってしまったというね。特にこの『デッドリイ・ドライブ』を作ったときになんで理論が欲しかったのかというと、人に伝えられないんです。頭の中でこういう音が鳴っているんだけど、これを形にして言えないわけですね。そこで僕は『デッドリイ・ドライブ』を作って、ズドーンと落ち込んじゃうんですね。やっぱりそれを痛感するんです。自分自身のソロ活動もうまくいかないんです。一応、そのレコーディングの後に“銀次バンド”っていうのを組んだんです。このメンバーで坪田直子のバックをやっていたんです。それで銀次バンド、早稲田（大学祭）出たりとか、坪田直子の後、中村きんたろうとかやってましたけど、もうすごく地味な活動でしたね」「その頃、古澤良治郎さんと僕とで荻窪ロフトとかでセッションをやりました。やってた曲はほとんどインストゥルメンタル。<こぬか雨>とか歌ってましたけどね。最初、荻窪ロフトなんかでやった時、お客さんすごい来たんですね。100人ぐらい。次やった時40人になって、次の時には10人。まぁ、古澤さんのファンが来ても面白くない、僕のファンが見に来てもなんだか訳の分からないような、試行錯誤でしたね」と振り返っている。
本作については「全体的に言えることは、全体のポリシーというのを考えないで作ったアルバムだという。だから自分がその時感じていた面白いことを全部やってますね。トータリティなんて全然考えてないからアルバムとしては失敗作だと思います。でもその後、銀次がいろんな事を始めるきっかけになるものはいろんなところに出てきているな、という気はしますね。このアルバムによって、一曲の単位のポップ・ソングの構成の仕方とかを分かっていないな、というのを自覚した」と語っている。また、最初から決めて録られたので、このアルバムにはアウトテイクが全く存在しないという。その理由を伊藤は「その場で要るか要らないか即決して、必要なければ消してしまうんですよね。それがいいのかどうか分からないですけど、ヴァージョンは1つしかない、って思ってるんですよ。でも再発とか、後々のことを考えるととっておいた方が良かったのかも」としている。
2017年には本作の40周年を記念して、1977年リリース当時のオリジナル・ミックス8曲のほか、新たにミックスを施したバック・トラック音源6曲、さらにアルバム未収録のシングル・ヴァージョン3曲を収録したディスク1と、アルバム収録曲8曲の2017年版ミックス音源、アウトテイクや各曲の別ヴァージョン、ライブ音源などを収録したディスク2による2枚組SHM-CDのデラックス・エディション盤がリリースされた。

## パッケージ、アートワーク
初発売時のレコード帯には、以下のキャッチコピーが記載されていた。
ジャケットの写真は明け方3時ぐらいの東京港トンネルで、撮影時は2月だったものの、5月のリリースに合わせてTシャツで撮影された。伊藤の背後を走っているのはディレクター知久悟司の車だという。2012年リリースの伊藤監修・選曲による40周年記念2枚組オールタイム・ベスト『GOLDEN☆BEST 伊藤銀次 〜40th Anniversary Edition〜』のジャケット写真は、伊藤がその時と同じTシャツ着用の上、同所にて撮影された。

## 収録曲

### SIDE ONE
1. 風になれるなら  –  (3:30)
伊藤の中でこの曲は<幸せにさよなら>[注釈 7]の発展形だという。伊藤は「あの延長線上に来る曲が欲しいなって思って、ほぼ最初に作ったのが<風になれるなら>でしたね。シュガー・ベイブの流れにあることも表現したかったし、特に“風になれるなら”っていう部分の詞が出来たときに大貫妙子さんの声で“風”を表現したかったんですね。これは詞と曲がほぼ同時進行でした。何も考えずにあのイントロが出来たんですよね。それも僕がギターで作って、それを緒方（泰男）君に伝えてピアノで表現してもらいました」[3]としている。また、当時流行っていたボズ・スキャッグスの<ロウ・ダウン>にインスパイアされて作った曲だとしている。ある日友達と話しているときにふっと“風になれるなら”って頭に浮かび、それで作ったという[2]。
2. I'm Telling You Now（好きなんだ）  –  (2:50)
伊藤が以前からやってみたかったという、リバプールのカヴァー曲[注釈 8]。間奏で聴こえる“ハロー”は本物のオウムの声[2]。
3. Deadly Drive（デッドリイ・ドライブ）  –  (3:59)
シュガー・ベイブがCMのために作った<ベルベット・ムーン>という曲を村松邦男と一緒にいじったインストゥルメンタル・ナンバー[2]。
4. こぬか雨  –  (5:52)
もともとは“ごまのはえ”時代に作られた曲で、シュガー・ベイブでも伊藤と山下達郎が詞をお互いに出し合い、話し合って作られた。伊藤によれば“ここにはそぼ降るこぬか雨 ここにはスコールさえもない”というのがすごく好きだとし、これは 欧陽菲菲<雨の御堂筋>[注釈 9]からヒントを得たという[2]。レコーディングに際し伊藤が全ての詞を書き直している。また、山下も1994年にシュガー・ベイブのアルバム『SONGS』[注釈 10]のオリジナル・マスターでのリイシューにあわせて行われた『TATSURO YAMASHITA sings SUGAR BABE』[注釈 11]にて取り上げ、その時のライブ音源を自身のシングル<愛の灯〜STAND IN THE LIGHT>[注釈 12]にカップリングで収録した。また、2015年にリリースされた『SONGS』の40周年記念盤『SONGS -40th Anniversary Ultimate Edition-』[注釈 13]にはボーナス・トラックとして、1976年4月1日に荻窪ロフトで行われたシュガー・ベイブ解散ライヴからの音源が収録された。

### SIDE TWO
1. King Kong（キング・コング）  –  (4:43)
当時、ジョー・ウォルシュやジェフ・ベックが使っていたトーキング・モジュレーターというマウスワウが使いたかったために作った曲だという[2]。
2. あの時はどしゃぶり  –  (2:57)
ここでいう“どしゃぶり”とは“いきなり社会の荒波”みたいな意味で、タイトルは春日八郎「あん時ゃどしゃ降り」の“あん時きゃ どしゃぶり 雨の中”をポップにしたらどうなるだろうというところから来ているという[2]。
3. Sweet Daddy（スウィート・ダディ）  –  (5:10)
伊藤が当時好きだったというザ・クルセイダーズのタッチで作られた曲。その昔、“スウィート・ダディ・シキ”という名のしゃれたプロレスラーがいて、その男がとても好きだったので、その男が街を歩いているファンキーな感じで作られたという[2]。
4. Hobo's Lullaby（ホーボーズ・ララバイ）  –  (5:05)
もともとはギター一本で歌えるような曲だったが、自身の歌唱力を考えないでやってしまった曲だとしているものの、曲はとても好きだという[2]。

## クレジット
- All the Words, Music and Arranged by 伊藤銀次
- Except “I'm Telling You Now”

- Thanks to my fantastic collaborations,
- “風になれるなら” words by 大貫妙子
- “Deadly Drive” music by 村松邦男

### 風になれるなら
- Vocal, Guitar  –  伊藤銀次
- Acoustic Piano  –  緒方泰男
- Bass  –  田中章弘
- Drums  –  上原裕
- Percussions  –  斉藤ノブ
- Soprano Sax  –  高橋知己
- Windy Chorus  –  大貫妙子
- String Arrangement by 坂本龍一
- Chorus Arrangement by 大貫妙子

### I'm Telling You Now（好きなんだ）
- Vocal, Guitar  –  伊藤銀次
- Hammond Organ  –  緒方泰男
- Bass  –  田中章弘
- Drums  –  上原裕
- Percussions  –  斉藤ノブ
- Xylophone, Clavinet  –  坂本龍一
- Chorus  –  Sentimental City Romance
- “Hello” Says son of Koko

### Deadly Drive（デッドリイ・ドライブ）
- Guitar  –  伊藤銀次
- Attacky Guitar  –  村松邦男
- Hammond Organ  –  緒方泰男
- Bass  –  田中章弘
- Drums  –  上原裕
- Percussions  –  斉藤ノブ
- Chorus  –  Sentimental City Romance
- Sad Heroin  –  山田真理

### こぬか雨
- Vocal  –  伊藤銀次
- Fender Rhodes, Acoustic Piano  –  坂本龍一
- Bass  –  田中章弘
- Drums  –  上原裕
- Percussions  –  斉藤ノブ
- Chorus  –  大貫妙子
- Horns & String Arrangement by 坂本龍一
- Chorus Arrangement by 大貫妙子

### King Kong（キング・コング）
- Guitar, Mouth Wow Solo  –  伊藤銀次
- Guitar  –  緒方泰男
- Bass  –  田中章弘
- Drums  –  上原裕
- Weeping Harp  –  妹尾隆一郎
- Mini-Moog, Clavinet  –  坂本龍一
- Jane  –  山田真理
- Natives Praying  –  ワーナーブラザース・All Stars
- Thanks For Y.Shima his Groovy Sound effect making

### あの時はどしゃぶり
- Vocal, Guitar  –  伊藤銀次
- Acoustic Piano  –  緒方泰男
- Bass  –  田中章弘
- Drums  –  上原裕
- Percussions  –  斉藤ノブ
- Flute  –  国吉征之
- Thanks for NOV his rhythm arrangement

### Sweet Daddy（スウィート・ダディ）
- Guitar  –  伊藤銀次
- Fender Rhodes  –  緒方泰男
- Bass  –  田中章弘
- Drums  –  上原裕
- Percussions  –  斉藤ノブ
- Acoustic Piano solo  –  坂本龍一
- Tenor Sax  –  高橋知己
- Trombone  –  向井滋春
- Trumpet  –  中沢健二
- Vocal  –  大上留利子
- Horns Arrangement by 坂本龍一

### Hobo's Lullaby（ホーボーズ・ララバイ）
- Vocal, Guitar  –  伊藤銀次
- Acoustic Piano  –  緒方泰男
- Bass  –  田中章弘
- Drums  –  上原裕
- Earthy Dobro  –  島田耕

| THE BAND                                             |
| 斉藤ノブ (Perc)                                      |
| 上原裕 (ds)                                          |
| 田中章弘 (b)                                         |
| 緒方泰男 (Key, g)                                    |
|                                                      |
| 坂本龍一 (Key)                                       |
| 高橋知己 (sax)                                       |
| 向井滋春 (tb)                                        |
| 妹尾隆一郎 (harp)                                    |
| 村松邦男 (g)                                         |
| 国吉征之 (H)                                         |
| 島田耕 (dobro)                                       |
|                                                      |
| 大貫妙子 (cho) Through the Courtesy of CROWN Records |
| 大上留利子 (cho)                                     |
| Sentimental City Romance (cho)                       |

| All songs arranged by Ginji                   |
| Strings and Horn arranged by Ryuichi Sakamoto |
| Chorus arranged by Taeko Ohnuki               |
|                                               |
| Produced by 伊藤銀次                          |
| Directed by 知久悟司, 柏原卓                  |
| Engineered by 島雄一                          |

| Recorded at |  | - Rockwell Studio, Onkio Haus, - Sound City Studio & Warner Pioneer Studio |

|                               |
| Photography : 内田功          |
| Cover Design : 林柾           |
| Management Office : ACT corp. |

## 2008年リマスター版

### 解説
2008年、伊藤銀次立ち合いのもとに行われたリマスタリング作業による、オリジナル・アナログ・マスターからの24ビット・デジタル・リマスタリング音源使用のほか、以前のCD化に際し未収録だった「風になれるなら」「Deadly Drive」のシングル・ヴァージョン2曲をボーナス・トラックとして収録。さらに伊藤への最新インタヴューを基にした書き下ろしライナーノーツ収載による、オリジナルLP装丁を復刻した紙ジャケット仕様にて、初回生産限定盤としてリリースされた。

### 収録曲
1. 風になれるなら  –  (4:07)[5]
作詞：伊藤銀次 · 大貫妙子、作曲 · 編曲：伊藤銀次、コーラス編曲：大貫妙子、ストリングス編曲：坂本龍一
2. I'm Telling You Now（好きなんだ）  –  (2:54)[5]
Garrity - Murray （訳詞：伊藤銀次）、編曲：伊藤銀次
3. Deadly Drive（デッドリイ・ドライブ）  –  (4:01)[5]
作曲：伊藤銀次 · 村松邦男、編曲：伊藤銀次
4. こぬか雨  –  (5:54)[5]
作詞 · 作曲 · 編曲：伊藤銀次、コーラス編曲：大貫妙子、ホーン&ストリングス編曲：坂本龍一
5. King Kong（キング・コング）  –  (4:47)[5]
作詞：伊藤銀次、作曲 · 編曲：伊藤銀次 · 緒方泰男
6. あの時はどしゃぶり  –  (3:02)[5]
作詞 · 作曲 · 編曲：伊藤銀次、リズム編曲：斉藤ノブ
7. Sweet Daddy（スウィート・ダディ）  –  (5:14)[5]
作曲 · 編曲：伊藤銀次、ホーン編曲：坂本龍一
8. Hobo's Lullaby（ホーボーズ・ララバイ）  –  (5:09)[5]
作詞 · 作曲 · 編曲：伊藤銀次
【Bonus Tracks】
9. 風になれるなら (Single Version)  –  (3:34)[5]
作詞：伊藤銀次 · 大貫妙子、作曲 · 編曲：伊藤銀次、コーラス編曲：大貫妙子、ストリングス編曲：坂本龍一
アルバムと同日発売のシングル・カット曲。間奏のソプラノ・サックス・ソロをカットし、代わりに“風になれるなら 君に届けたい〜君を追いかけて”の歌詞が追加され、エンディングも30秒ほど短く編集された。
10. Deadly Drive（デッドリイ・ドライブ） (Single Version)  –  (4:06)[5]
作曲：伊藤銀次 · 村松邦男、編曲：伊藤銀次
アルバムからのリカット・シングル。ディレクター知久悟司からのアイディアで、当時のスーパーカー・ブームを意識して、サーキットやレーシング・カーの効果音を被せた別ミックス。B面にはシングルのジャケットにも使われたマセラティ・メラクSSの実況効果音が収録されている[注釈 15]。

### スタッフ・クレジット
| 01. |  | - 風になれるなら - 作詞：伊藤銀次, 大貫妙子 / 作曲 · 編曲：伊藤銀次 / - コーラス編曲：大貫妙子 / ストリングス編曲：坂本龍一 - Vocal & Acoustic Guitar : 伊藤銀次 - Drums : 上原裕 - Electric Bass : 田中章弘 - Acoustic Piano : 緒方泰男 - Percussions : 斉藤ノブ - Soprano Sax : 高橋知己 - Chorus : 大貫妙子 - Strings : Unknown |

| 02. |  | - I'm Telling You Now（好きなんだ） - 作詞 · 作曲：Garrity – Murray［訳詞：伊藤銀次］ / - 編曲：伊藤銀次 - Vocal & Electric Guitar : 伊藤銀次 - Drums : 上原裕 - Electric Bass : 田中章弘 - Hammond Organ : 緒方泰男 - Xylophone & Clavinet : 坂本龍一 - Percussions : 斉藤ノブ - Chorus : Sentimental City Romance - “Hello” Says son of Koko |

| 03. |  | - Deadly Drive（デッドリイ・ドライブ） - 作曲：伊藤銀次, 村松邦男 / - 編曲：伊藤銀次 - Drums : 上原裕 - Electric Bass : 田中章弘 - Electric Guitar : 伊藤銀次 - Attacky Guitar (Electric Guitar) : 村松邦男 - Hammond Organ : 緒方泰男 - Percussions : 斉藤ノブ - Chorus : Sentimental City Romance - Sad Heroin : 山田真理 |

| 04. |  | - こぬか雨 - 作詞 · 作曲 · 編曲：伊藤銀次 / コーラス編曲：大貫妙子 / - ホーン&ストリングス編曲：坂本龍一 - Vocal : 伊藤銀次 - Drums : 上原裕 - Electric Bass : 田中章弘 - Fender Rhodes & Acoustic Piano : 坂本龍一 - Percussions : 斉藤ノブ - Chorus : 大貫妙子 - Strings : Unknown |

| 05. |  | - King Kong（キング・コング） - 作詞：伊藤銀次 / 作曲 · 編曲：伊藤銀次, 緒方泰男 - Drums : 上原裕 - Electric Bass : 田中章弘 - Electric Guitar & Mouth Wow Solo : 伊藤銀次 - Electric Guitar : 緒方泰男 - Weeping Harp : 妹尾隆一郎 - Mini-Moog & Clavinet : 坂本龍一 - Jane : 山田真理 - Natives Praying : ワーナーブラザース・All Stars - Thanks For Y.Shima his Groovy Sound effect making |

| 06. |  | - あの時はどしゃぶり - 作詞 · 作曲 · 編曲：伊藤銀次 / リズム編曲：斉藤ノブ - Vocal & Electric Guitar : 伊藤銀次 - Drums : 上原裕 - Electric Bass : 田中章弘 - Acoustic Piano : 緒方泰男 - Percussions : 斉藤ノブ - Flute : 国吉征之 - Thanks for NOV his rhythm arrangement |

| 07. |  | - Sweet Daddy（スウィート・ダディ） - 作曲 · 編曲：伊藤銀次 / ホーン編曲：坂本龍一 - Electric Guitar : 伊藤銀次 - Drums : 上原裕 - Electric Bass : 田中章弘 - Fender Rhodes : 緒方泰男 - Acoustic Piano solo : 坂本龍一 - Percussions : 斉藤ノブ - Tenor Sax : 高橋知己 - Trombone : 向井滋春 - Trumpet : 中沢健二 - Vocal : 大上留利子 |

| 08. |  | - Hobo's Lullaby（ホーボーズ・ララバイ） - 作詞 · 作曲 · 編曲：伊藤銀次 - Vocal & Electric Guitar : 伊藤銀次 - Drums : 上原裕 - Electric Bass : 田中章弘 - Acoustic Piano : 緒方泰男 - Earthy Dobro : 島田耕 |

|     |  | 【Bunus Tracks】 |
| 09. |  | - 風になれるなら (Single Version) - 作詞：伊藤銀次, 大貫妙子 / 作曲 · 編曲：伊藤銀次 / - コーラス編曲：大貫妙子 / ストリングス編曲：坂本龍一 - Vocal & Acoustic Guitar : 伊藤銀次 - Drums : 上原裕 - Electric Bass : 田中章弘 - Acoustic Piano : 緒方泰男 - Percussions : 斉藤ノブ - Soprano Sax : 高橋知己 - Chorus : 大貫妙子 - Strings : Unknown |

| 10. |  | - Deadly Drive (Single Version) - 作曲：伊藤銀次, 村松邦男 / - 編曲：伊藤銀次 - Drums : 上原裕 - Electric Bass : 田中章弘 - Electric Guitar : 伊藤銀次 - Attacky Guitar (Electric Guitar) : 村松邦男 - Hammond Organ : 緒方泰男 - Percussions : 斉藤ノブ - Chorus : Sentimental City Romance - Sad Heroin : 山田真理 |

#### スタッフ
| 【Reissue Staff】 |
| Supervised by 伊藤銀次 |
| Reissue Produced by 宮治淳一 (Warner Music Japan) |
| Reissue Planning & Directed by 土橋一夫 (Shy Glance Inc. ⁄ Surf's Up Design ⁄ Groovin')                                                                                     |
| |
| Digital Remastered by 菊地功 at WARNER MUSIC MASTERING |
| Reissue Art Directed & Designed by 高瀬康一 (Shy Glance Inc. ⁄ Surf's Up Design ⁄ Groovin')                                                                                 |
| Product Coordinated by 松山斎 (Warner Music Japan) |
| |
| - Special Thanks to : 岩本晃市郎 (ストレンジ・デイズ), 仲道みどり, 杉真理, 長門芳郎, - 齊藤敏夫 (毎日コミュニケーションズ ⁄ Digital Audio Fan), 前沢達也, 寺沢祐貴 (moment) |

## リリース履歴
| #  | 発売日         | リリース                                                                   | 規格                   | 品番          | 備考 |
| -- | -------------- | -------------------------------------------------------------------------- | ---------------------- | ------------- | --- |
| 1  | 1977年05月25日 | ASYLUM ⁄ WARNER PIONEER                                                    | LP                     | L-10074Y      | |
| 2  | 1979年06月25日 | ASYLUM ⁄ WARNER PIONEER                                                    | LP                     | L-4037Y       | - 品番改定による廉価盤での再発。 - “NEW MUSIC FOREVER 1500”シリーズ（全10枚）の一枚。 |
| 3  | 不明           | ATRANTIC ⁄ WARNER PIONEER                                                  | LP                     | L-4037Y       | - 同一品番によるアトランティック・レーベルからの再発。 - “NEW MUSIC FOREVER 1500”シリーズ（全10枚）の一枚（本作を含む全10枚のラインアップはアサイラム・レーベル時と同じ）。                                                                                                   |
| 4  | 1991年12月21日 | WARNER BROS. ⁄ WARNER MUSIC JAPAN                                          | CD                     | WPCL-589      | 初CD化。秘蔵盤CD選集シリーズの一枚。 |
| 5  | 1996年10月25日 | WEA JAPAN ⁄ WARNER MUSIC JAPAN                                             | CD                     | WPC6-8238     | 音泉1500/Q盤シリーズの一枚。 |
| 6  | 2001年02月21日 | east west japan                                                            | CD                     | AMCM-4524     | - J-POPシリーズAOR編の一枚。2001年リマスター音源。初回盤はデジパック仕様。 - 「風になれるなら」はアルバム・ヴァージョンで歌われていない2番の歌詞がブックレットに掲載されている。                                                                                              |
| 7  | 2008年02月20日 | ASYLUM ⁄ WARNER MUSIC JAPAN                                                | CD                     | WPCL-10455    | 2008年リマスター音源、ボーナス・トラック2曲収録。紙ジャケット仕様。 |
| 8  | 2017年05月24日 | WARNER MUSIC JAPAN                                                         | 2SHM-CD                | WPCL-12639/40 | - 『DEADLY DRIVE 40th Anniversary Deluxe Edition』 - オリジナルMIX:8曲、2017 Re-Mix（8曲+Back Track:6曲）、シングルVersion:3曲、ライブ:3曲、シングルVersion:3曲の全34曲収録。全44ページのメモリアル・ブックレットを封入した、SHM-CDによる2枚組。                              |
| 8  | 2017年05月24日 | WARNER MUSIC JAPAN                                                         | デジタル・ダウンロード | -             | - デッドリイ・ドライブ【40周年記念デラックス・エディション】 - 通常音源（全34曲）:AAC-LC 320kbps |
| 8  | 2017年05月24日 | WARNER MUSIC JAPAN                                                         | デジタル・ダウンロード | -             | - デッドリイ・ドライブ【40周年記念デラックス・エディション】 - ハイレゾ音源（全32曲）:FLAC形式 (48kHz / 24bit) |
| 9  | 2019年08月07日 | ASYLUM ⁄ WARNER MUSIC JAPAN / Lawson Entertainment, Inc. (HMV record shop) | 2LP                    | WQJL-123      | 2017年にCDでリリースされた『DEADLY DRIVE 40th Anniversary Deluxe Edition』で初めて音源化されたインスト・バック・トラックや未発表アウトテイクを伊藤本人が選曲し初アナログ化したボーナス・ディスク付きの2枚組仕様。新たに書き下ろされた伊藤によるセルフ・ライナー・ノーツ掲載。 |
| 10 | 2023年08月05日 | ASYLUM ⁄ WARNER MUSIC JAPAN / Lawson Entertainment, Inc. (HMV record shop) | LP                     | WQJL-170      | 「CITY POP on VINYL 2023」の企画によるレッド・ヴァイナル。 |
| 11 | 2025年07月30日 | WARNER MUSIC JAPAN                                                         | CD                     | WPCL-20031    | - 『ゴールデン☆ベスト Deadly Drive 2025』 - 2017年にリマスター及びリミックスを施した2枚組「40周年デラックスエディション」から1枚に抜粋したゴールデン☆ベスト盤。2025年リマスター音源使用。                                                                                     |